# Ernie Burton
Ernest Burton (2 tháng 9 năm 1921 – tháng 7 năm 1999) là một cầu thủ bóng đá người Anh thi đấu ở vị trí tiền vệ chạy cánh ở Football League cho York City, ở bóng đá non-league cho Atlas & Norfolk Works, và đầu quân cho Sheffield Wednesday mà không có một lần ra sân ở giải vô địch.